# Salvatore Patti
Salvatore Patti (* 1800; † 21. August 1869 in Paris) war ein italienischer Opernsänger (Tenor).

## Leben
Patti galt als bedeutender Donizetti-Interpret und wirkte als Sänger in Madrid, bevor er 1847 nach New York ging. Hier war er Regisseur an der Italienischen Oper. Er war verheiratet mit der Sängerin Caterina Barili, der Witwe des Komponisten Francesco Barili und Stammvater einer Musikerfamilie, die das Musikleben der USA in der Mitte des 19. Jahrhunderts entscheidend prägte. Zu dieser zählten neben den gemeinsamen Kindern, den berühmten Sängerinnen Amelia, Carlotta und Adelina Patti und dem Geiger und Dirigenten Carlo Patti auch Caterinas Kinder aus erster Ehe, die Sänger Clotilda, Ettore und Nicola Barili sowie der Sänger und Dirigent Antonio Barili.